# Політропний процес
Політрóпний процéс (англ. polytropic process) — термодинамічний процес у фізичній системі, під час якого її теплоємність {\displaystyle c} залишається незмінною. Графічно політропний процес зображується кривою, яка називається політропою. Крива описується рівнянням
{\displaystyle pv^{n}={const}},

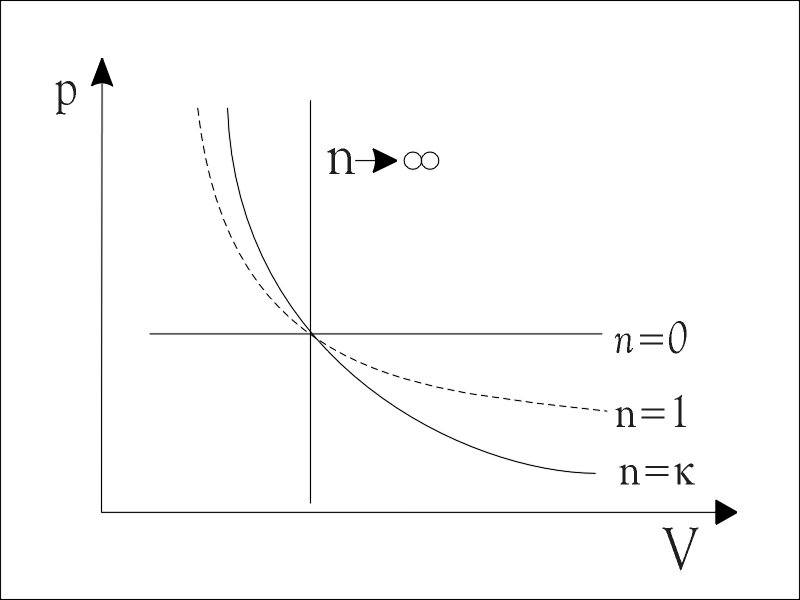
Окремі випадки політропного процесу

яке називається рівнянням політропного процесу. Величина
{\displaystyle n={c-c_{p} \over c-c_{V}}}
називається показником політропи ({\displaystyle c_{p}} і {\displaystyle c_{v}} — відповідно теплоємності при сталих тиску та об'ємі).
Окремими випадками політропного процесу є:
- адіабатні процеси {\displaystyle \left(c=0,n={\frac {c_{p}}{c_{v}}}\right)};
- ізобарні процеси {\displaystyle \left(c=c_{p},n=0\right)};
- ізотермні процеси {\displaystyle \left(c=\infty ,n=1\right)};
- ізохорні процеси {\displaystyle \left(c=c_{v},n=\infty \right)}.